# Tournoi Digicel du championnat d'Haïti de football 2005-2006
Navigation
Saison précédente Saison suivante
Le tournoi Digicel de la saison 2005-2006 du Championnat d'Haïti de football est le troisième et dernier tournoi de la seizième édition de la première division à Haïti. Cette compétition a un caractère exceptionnel dans la mesure où l'opérateur de télécommunications Digicel, associé à la FHF, exige un tournoi portant son nom. 
Les seize meilleures équipes du pays sont regroupées au sein d’une poule unique où elles s’affrontent une seule fois. Les deux derniers du classement cumulé des trois tournois de la saison (Ouverture, Clôture et Digicel) sont relégués en 2e division.
C'est l'Aigle Noir AC qui remporte à nouveau la compétition avec un seul point d'avance sur son poursuivant, l'AS Capoise. C'est le cinquième titre de champion d'Haïti de l'histoire du club.

## Les clubs participants
| - Violette AC - AS Mirebalais - AS Cavaly - Victory SC - AS Capoise - Don Bosco FC - Roulado FC - AS de Carrefour | - Baltimore SC - Racing Gonaïves - Aigle Noir AC - Tempête FC - US Frères Pétionville - Promu de Division 2 - Racing Club Haïtien - Dynamite Saint-Marc - Promu de Division 2 - Zénith Cap-Haïtien |

## Compétition
Le barème de points servant à établir le classement se décompose ainsi :
- Victoire : 3 points
- Match nul : 1 point
- Défaite : 0 point

### Classement
| Rang | Équipe                 | Pts | J  | G | N | P  | Bp | Bc | Diff |
| ---- | ---------------------- | --- | -- | - | - | -- | -- | -- | ---- |
| 1    | Aigle Noir ACT         | 29  | 15 | 9 | 2 | 4  | 16 | 10 | +6   |
| 2    | AS Capoise             | 28  | 15 | 8 | 4 | 3  | 19 | 13 | +6   |
| 3    | AS Cavaly              | 25  | 15 | 6 | 7 | 2  | 21 | 15 | +6   |
| 4    | Violette AC            | 24  | 15 | 6 | 6 | 3  | 19 | 11 | +8   |
| 5    | Don Bosco FC           | 23  | 15 | 6 | 5 | 4  | 17 | 7  | +10  |
| 6    | Roulado FC             | 22  | 15 | 5 | 7 | 3  | 14 | 14 | 0    |
| 7    | Victory SC             | 21  | 15 | 6 | 3 | 6  | 14 | 12 | +2   |
| 8    | Racing Club Haïtien    | 21  | 15 | 5 | 6 | 4  | 10 | 8  | +2   |
| 9    | AS Mirebalais          | 20  | 15 | 5 | 5 | 5  | 16 | 12 | +4   |
| 10   | Baltimore SC           | 18  | 15 | 4 | 6 | 5  | 12 | 12 | 0    |
| 11   | AS de Carrefour        | 18  | 15 | 5 | 3 | 7  | 16 | 20 | -4   |
| 12   | Zénith Cap-Haïtien     | 17  | 15 | 3 | 8 | 4  | 13 | 15 | -2   |
| 13   | Tempête FC             | 17  | 15 | 4 | 5 | 6  | 9  | 15 | -6   |
| 14   | Racing Gonaïves        | 14  | 15 | 3 | 5 | 7  | 17 | 19 | -2   |
| 15   | Dynamite Saint-MarcP   | 12  | 15 | 1 | 9 | 5  | 12 | 23 | -11  |
| 16   | US Frères PétionvilleP | 9   | 15 | 2 | 3 | 10 | 7  | 26 | -19  |

|  | Vainqueur du tournoi Digicel                |
|  | T : Tenant du titre P : Promu de Division 2 |

### Classement cumulé
| Rang | Équipe                 | Pts | J  | G  | N  | P  | Bp | Bc | Diff |
| ---- | ---------------------- | --- | -- | -- | -- | -- | -- | -- | ---- |
| 1    | Don Bosco FC           | 78  | 45 | 22 | 12 | 11 | 56 | 31 | +25  |
| 2    | Aigle Noir ACClo Dig   | 78  | 45 | 23 | 9  | 13 | 62 | 39 | +23  |
| 3    | Baltimore SCT Ouv      | 72  | 45 | 19 | 15 | 11 | 40 | 28 | +12  |
| 4    | AS Cavaly              | 69  | 45 | 17 | 18 | 10 | 47 | 34 | +13  |
| 5    | Racing Club Haïtien    | 66  | 45 | 16 | 18 | 11 | 36 | 25 | +11  |
| 6    | AS Mirebalais          | 64  | 45 | 17 | 13 | 15 | 43 | 32 | +11  |
| 7    | Zénith Cap-Haïtien     | 64  | 45 | 15 | 19 | 11 | 40 | 34 | +6   |
| 8    | Victory SC             | 63  | 45 | 17 | 12 | 16 | 47 | 39 | +8   |
| 9    | Racing Gonaïves        | 60  | 45 | 15 | 15 | 15 | 45 | 40 | +5   |
| 10   | Violette AC            | 60  | 45 | 15 | 15 | 15 | 45 | 40 | +5   |
| 11   | Tempête FC             | 60  | 45 | 16 | 12 | 17 | 35 | 39 | -4   |
| 12   | Roulado FC             | 56  | 45 | 13 | 17 | 15 | 43 | 56 | -13  |
| 13   | AS Capoise             | 55  | 45 | 14 | 13 | 18 | 48 | 56 | -8   |
| 14   | AS de Carrefour        | 44  | 45 | 11 | 11 | 23 | 36 | 53 | -17  |
| 15   | Dynamite Saint-MarcP   | 40  | 45 | 7  | 19 | 19 | 28 | 68 | -40  |
| 16   | US Frères PétionvilleP | 35  | 45 | 7  | 14 | 24 | 27 | 64 | -37  |

|  | Qualification pour le CFU Club Championship 2006 |
|  | Relégation en Division 2 |
|  | T : Tenant du titre (2004-2005 C) P : Promu de Division 2 Ouv : vainqueur du tournoi d'ouverture Clo : vainqueur du tournoi de clôture Dig : vainqueur du tournoi Digicel |

- Baltimore SC et Aigle Noir AC obtiennent leur billet pour le CFU Club Championship 2006 en tant que champions des tournois d'ouverture et clôture, respectivement.

## Bilan de la saison
| Championnat d'Haïti de football 2005-2006 |                          |
| Champion                                  | Aigle Noir AC (5e titre) |
| Qualifications continentales              |                          |
| CFU Club Championship 2006                | Baltimore SC             |
| CFU Club Championship 2006                | Aigle Noir AC            |
| Promotions et relégations                 |                          |
| Promus en Division 1                      | AS Rive Artibonitienne   |
| Promus en Division 1                      | AS Grand-Goâve           |
| Relégués en Division 2                    | Dynamite Saint-Marc      |
| Relégués en Division 2                    | US Frères Pétionville    |